# Theodor Wisén
Theodor Wisén, född den 31 mars 1835 i Vissefjärda, död den 15 februari 1892, var en svensk filolog och universitetslärare.

## Biografi
Wisén var professor i nordiska språk vid Lunds universitet samt universitetets rektor 1876–1877 och 1885–1891. Han var inspektor vid Kalmar nation vid Lunds universitet 1865–1890, och ordförande för Akademiska Föreningen 1868–1872. Han var ledamot av Svenska Akademien 1878–1892 (stol nummer 5). 
Wisén, som efterträdde Carl August Hagberg som professor i nordiska språk, var en pionjär inom den nordiska filologin. Han studerade inte minst det isländska språket och framhöll vikten av att känna till fornnordiska och de nordiska språkens historia för att förstå modern svenska.
Som ledamot av Svenska Akademien var Wisén drivande för att få igång det länge avstannade arbetet med akademiens ordbok, och det var tack vare hans initiativ på denna punkt som ordbokens redaktion kom att förläggas till Lund.
Wisén efterträddes som professor av Knut Fredrik Söderwall. Denne efterträdde honom även i Svenska Akademien..
Theodor Wisén var far till Yngve Wisén.

## Priser och utmärkelser
- 1874 – Kungliga priset